# Minuskuł 49
Minuskuł 49 (wedle numeracji Gregory–Aland) ε 155 (Soden) – rękopis Nowego Testamentu z XII wieku pisany minuskułą na pergaminie w języku greckim, zawiera pozabiblijne dodatki. Przechowywany jest w Oksfordzie. Był wykorzystywany w dawnych wydaniach greckiego Nowego Testamentu.

## Opis rękopisu
Kodeks zawiera pełny tekst czterech Ewangelii, na 223 pergaminowych kartach (14,5 na 11 cm) . Na końcu rękopisu znajduje się tekst dzieła Kasjodora Historia ecclesiastica tripartita w języku lombardzkim.
Tekst rękopisu pisany jest jedną kolumną na stronę, w 26-27 linijek na stronę. Inicjały są zdobione, nagłówki Ewangelii są zdobione.
Zawiera tablice Kanonów Euzebiusza na początku, przed czterema Ewangeliami. Tekst jest dzielony według dwóch systemów, według rozdziałów (κεφαλαια), których numery podane zostały w bocznym marginesie, a tytuły (τιτλοι) podane zostały na górze strony. Drugi system podziału to Sekcje Ammoniusza, z odniesieniami do Kanonów Euzebiusza. Na marginesach zawiera noty liturgiczne, dzięki czemu rękopis został przystosowany do czytań liturgicznych.

## Tekst
Grecki tekst Ewangelii reprezentuje bizantyjską tradycję tekstualną. Hermann von Soden uznał go za reprezentanta rodziny tekstualnej Kx (standardowy tekst bizantyjski). Aland umieścił go w kategorii V.
Rękopis został zbadany metodą wielokrotnych wariantów Claremont Profile Method w trzech rozdziałach Ewangelii Łukasza. Według tej metody w Łk 1 i Łk 10 reprezentuje rodzinę Kx, w Łk 20 reprezentuje rodzinę Πa (inna rodzina tradycji bizantyjskiej).

## Historia

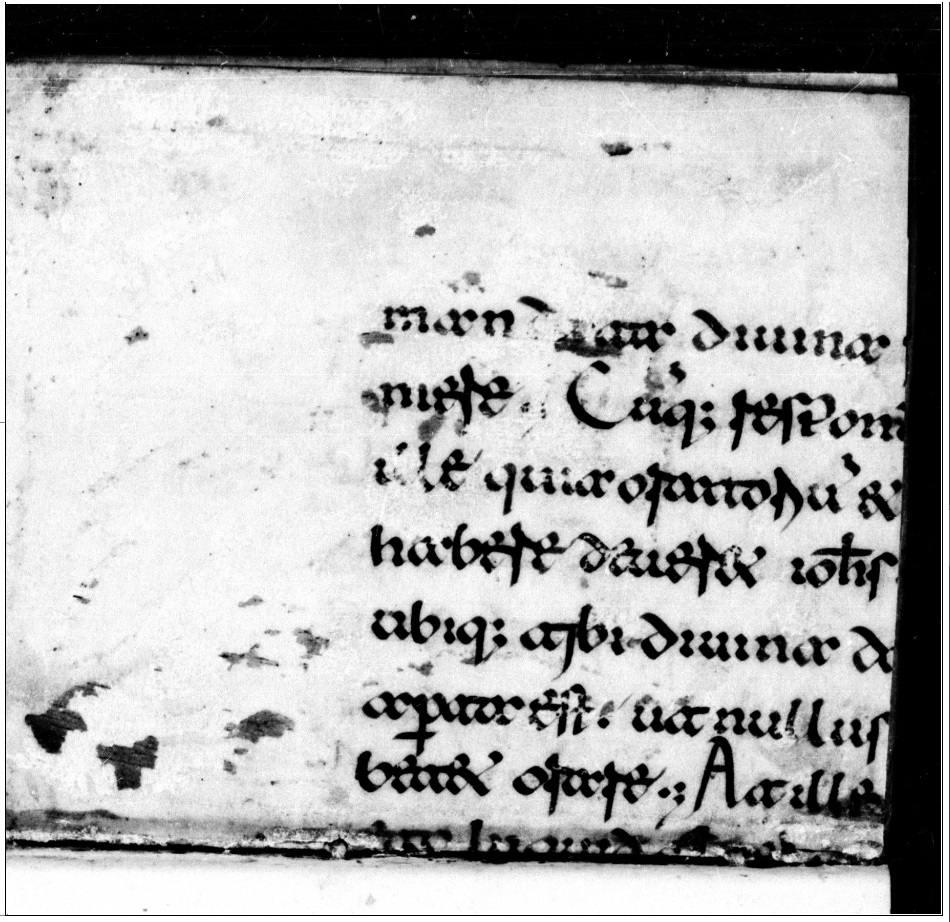
Historia tripartita Kasjodora

Rękopis datowany jest w oparciu o paleograficzne przesłanki. Gregory datował go na XI lub XII wiek, Kurt Aland datował na XII wiek, aktualnie INTF datuje na wiek XII.
Rękopis został przywieziony do Anglii w 1628 roku wraz z Kodeksem Aleksandryjskim przez Thomasa Roe, ambasadora angielskiego na dworze sułtana osmańskiego.
John Mill wykorzystał go na potrzeby swego wydania (jako Roe I), Wettstein wykorzystał go w swoim wydaniu Nowego Testamentu. Nie jest wykorzystywany we współczesnych wydaniach greckiego Nowego Testamentu.
Johann Jakob Wettstein wciągnął go na listę rękopisów Nowego Testamentu, nadał mu numer 49 i sporządził jego opis. Rękopis był badany przez Wettsteina i Griesbacha.
Rękopis przechowywany jest w Bibliotece Bodlejańskiej (Roe 1) w Oksfordzie .